# Progressione del record mondiale dei 1500 metri piani femminili

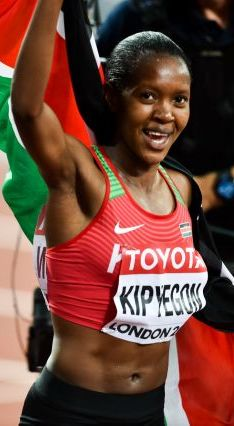
Faith Kipyegon, detentrice del record mondiale della specialità

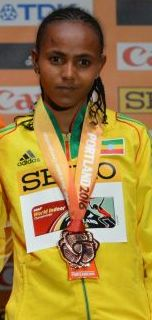
Gudaf Tsegay, detentrice del record mondiale indoor

La voce seguente illustra la progressione del record mondiale dei 1500 metri piani femminili di atletica leggera.
La gara dei 1500 metri piani divenne comune in Europa nella seconda metà del XIX secolo, probabilmente come versione metrica della distanza del miglio (1609,344 metri), una distanza molto popolare nei paesi di lingua inglese.
Il primo record mondiale femminile venne riconosciuto dalla federazione internazionale di atletica leggera nel 1967, mentre il primo record mondiale indoor risale al 1980. Ad oggi, la World Athletics ha ratificato ufficialmente 16 record mondiali assoluti e 6 record mondiali indoor di specialità.

## Progressione

### Record assoluti
| Tempo    | Atleta               | Nazione          | Luogo                         | Data              | Note  |
| -------- | -------------------- | ---------------- | ----------------------------- | ----------------- | ----- |
| 4'17"3 m | Anne Smith           | Regno Unito      | Londra, Regno Unito           | 3 giugno 1967     | +     |
| 4'15"6 m | Mia Gommers          | Paesi Bassi      | Sittard, Paesi Bassi          | 24 ottobre 1967   |       |
| 4'12"4 m | Paola Pigni          | Italia           | Milano, Italia                | 2 luglio 1969     |       |
| 4'10"7 m | Jaroslava Jehličková | Cecoslovacchia   | Atene, Grecia                 | 20 settembre 1969 | [ 4 ] |
| 4'09"6 m | Karin Krebs          | Germania Est     | Helsinki, Finlandia           | 15 agosto 1971    | [ 5 ] |
| 4'06"9 m | Ljudmila Bragina     | Unione Sovietica | Mosca, Unione Sovietica       | 18 luglio 1972    |       |
| 4'06"5 m | Ljudmila Bragina     | Unione Sovietica | Monaco, Germania Ovest        | 4 settembre 1972  | [ 6 ] |
| 4'05"1 m | Ljudmila Bragina     | Unione Sovietica | Monaco, Germania Ovest        | 7 settembre 1972  | [ 7 ] |
| 4'01"4 m | Ljudmila Bragina     | Unione Sovietica | Monaco, Germania Ovest        | 9 settembre 1972  | [ 8 ] |
| 3'56"0 m | Tat'jana Kazankina   | Unione Sovietica | Podol'sk, Unione Sovietica    | 28 giugno 1976    |       |
| 3'55"0 m | Tat'jana Kazankina   | Unione Sovietica | Mosca, Unione Sovietica       | 6 luglio 1980     |       |
| 3'52"47  | Tat'jana Kazankina   | Unione Sovietica | Zurigo, Svizzera              | 13 agosto 1980    |       |
| 3'50"46  | Qu Yunxia            | Cina             | Pechino, Cina                 | 11 settembre 1993 |       |
| 3'50"07  | Genzebe Dibaba       | Etiopia          | Monaco                        | 17 luglio 2015    |       |
| 3'49"11  | Faith Kipyegon       | Kenya            | Firenze, Italia               | 2 giugno 2023     |       |
| 3'49"04  | Faith Kipyegon       | Kenya            | Parigi, Francia               | 7 luglio 2024     |       |
| 3'48"68  | Faith Kipyegon       | Kenya            | Eugene, Stati Uniti d'America | 5 luglio 2025     |       |

### Record indoor
| Tempo    | Atleta         | Nazione     | Luogo                        | Data             | Note |
| -------- | -------------- | ----------- | ---------------------------- | ---------------- | ---- |
| 4'00"8 m | Mary Decker    | Stati Uniti | New York, Stati Uniti        | 8 febbraio 1980  |      |
| 4'00"27  | Doina Melinte  | Romania     | East Rutherford, Stati Uniti | 9 febbraio 1990  | +    |
| 3'59"98  | Regina Jacobs  | Stati Uniti | Boston, Stati Uniti          | 1º febbraio 2003 |      |
| 3'58"28  | Elena Soboleva | Russia      | Mosca, Russia                | 18 febbraio 2006 |      |
| 3'55"17  | Genzebe Dibaba | Etiopia     | Karlsruhe, Germania          | 1º febbraio 2014 |      |
| 3'53"09  | Gudaf Tsegay   | Etiopia     | Liévin, Francia              | 9 febbraio 2021  |      |